# Jared Tallent
Jared Tallent (ur. 17 października 1984 w Ballarat) – lekkoatleta australijski, chodziarz, czterokrotny medalista olimpijski.
Sportową karierę zaczynał od triathlonu. Chód uprawia także jego żona – Claire oraz siostra – Rachel.

## Sukcesy
| Rok  | Zawody                                 | Miasto         | Miejsce    | Konkurencja   | Czas    |
| ---- | -------------------------------------- | -------------- | ---------- | ------------- | ------- |
| 2006 | Igrzyska Wspólnoty Narodów             | Melbourne      | 3. miejsce | Chód na 20 km | 1:23:32 |
| 2008 | Igrzyska olimpijskie                   | Pekin          | 3. miejsce | Chód na 20 km | 1:19:42 |
| 2008 | Igrzyska olimpijskie                   | Pekin          | 2. miejsce | Chód na 50 km | 3:39:27 |
| 2009 | Mistrzostwa świata                     | Berlin         | 5. miejsce | Chód na 50 km | 3:44:50 |
| 2010 | Mistrzostwa Australii                  | Hobart         | 1. miejsce | Chód na 20 km | 1:19:15 |
| 2010 | Puchar świata w chodzie                | Chihuahua      | 3. miejsce | Chód na 50 km | 3:54:55 |
| 2010 | Igrzyska Wspólnoty Narodów             | Nowe Delhi     | 1. miejsce | Chód na 20 km | 1:22:18 |
| 2011 | Mistrzostwa świata                     | Daegu          | 2. miejsce | Chód na 50 km | 3:43:36 |
| 2012 | Puchar świata w chodzie                | Sarańsk        | 1. miejsce | Chód na 50 km | 3:40:32 |
| 2012 | Igrzyska olimpijskie                   | Londyn         | 7. miejsce | Chód na 20 km | 1:20:02 |
| 2012 | Igrzyska olimpijskie                   | Londyn         | 1. miejsce | Chód na 50 km | 3:36:53 |
| 2013 | Mistrzostwa świata                     | Moskwa         | 3. miejsce | Chód na 50 km | 3:40:03 |
| 2014 | Puchar świata w chodzie                | Taicang        | 3. miejsce | Chód na 50 km | 3:42:48 |
| 2015 | Mistrzostwa świata                     | Pekin          | 2. miejsce | Chód na 50 km | 3:42:17 |
| 2016 | Drużynowe mistrzostwa świata w chodzie | Rzym           | 2. miejsce | Chód na 50 km | 3:42:36 |
| 2016 | Igrzyska olimpijskie                   | Rio de Janeiro | 2. miejsce | Chód na 50 km | 3:41:16 |

Wielokrotny mistrz Australii na różnych dystansach.

## Rekordy życiowe
- Chód na 5000 metrów – 18:41,83 (2009) rekord Australii i Oceanii
- Chód na 10 kilometrów – 38:29 (2010)
- Chód na 20 kilometrów – 1:19:15 (2010)
- Chód na 50 kilometrów – 3:36:53 (2012)